# Landesverkehrsgesellschaft Sachsen
Die landeseigene Landesverkehrsgesellschaft Sachsen (LVG) war von 1996 bis zu ihrer Auflösung 1999 der Aufgabenträger für den Schienenpersonennahverkehr (SPNV) im Freistaat Sachsen. Seit 2018 werden verstärkt Überlegungen verfolgt, erneut eine übergeordnete, landesweit den ÖPNV koordinierende Organisation einzurichten. Angedacht sind eine stärkere Einbeziehung der kommunalen Ebene sowie ein anderer Aufgabenzuschnitt als bei der vormaligen Landesverkehrsgesellschaft. Seit 2021 wird für die angedachte Institution die Bezeichnung Sächsische Mobilitätsgesellschaft verwendet.

## Gründung
Mit Umsetzung der Bahnreform und der Regionalisierung des SPNV in Deutschland wurde 1995 gemäß § 1 des Gesetzes zur Regionalisierung des öffentlichen Personennahverkehrs (Regionalisierungsgesetz) die Aufgabe der Sicherstellung einer angemessenen Nahverkehrsversorgung an die Bundesländer übertragen, die Näheres durch Landesrecht zu regeln haben. Sachsen entschloss sich, im Bereich des SPNV die Aufgabenträgerfunktion befristet bis 2002 von einer landeseigenen Gesellschaft wahrnehmen zu lassen und erst danach schrittweise auf die teilweise noch zu gründenden kommunalen Zweckverbände zu übertragen. Zum Zeitpunkt der Gründung der neuen Landesverkehrsgesellschaft bestanden mit dem Zweckverband Verkehrsverbund Oberelbe (ZVOE), dem Zweckverband Verkehrsverbund Oberlausitz-Niederschlesien (ZVON) und dem Zweckverband ÖPNV Vogtland (ZVV) noch nicht flächendeckend Zweckverbände.
Mit einem Stammkapital von 55.000 DM gründete der Freistaat daher 1996 die Landesverkehrsgesellschaft als GmbH, die zu 100 % im Besitz des Freistaats war. Die Mitwirkung der bestehenden Zweckverbände und der Kommunen sollte über den Aufsichtsrat erfolgen, in dem alle Zweckverbände und einige Landräte vertreten waren. Vorsitzender wurde der damalige Staatssekretär im Sächsischen Staatsministerium für Wirtschaft, Arbeit und Verkehr (SMWA), Wolfgang Zeller.
Die Geschäftsstelle der LVG wurde in Dresden eingerichtet, als Geschäftsführer Herwig Nowak eingesetzt. Maximal waren bei der LVG acht Mitarbeiter beschäftigt.

## Tätigkeit
Als Aufgabe der LVG wurden folgende Tätigkeiten definiert:
- Bestellung der Leistungen des Schienenpersonennahverkehrs für den Freistaat,
- Strukturentscheidungen, insbesondere zur Infrastruktur, für den Schienenpersonennahverkehr auf Basis der vorhandenen landesplanerischen Vorgaben treffen
- Entwicklung eines landesweit koordinierten und mit den übrigen Aufgabenträgern des ÖPNV abgestimmten Angebots für den SPNV

In der kurzen Zeit ihrer Existenz führte die LVG zum einen den bereits 1995 durch den Freistaat mit der DB AG abgeschlossenen Verkehrsvertrag fort. Auf Basis der Vorgaben des SMWA bestellte sie jeweils zu den Fahrplanwechseln 1997 auf sechs, 1998 auf dreizehn und 1999 auf drei sächsischen Strecken den Schienenpersonennahverkehr ab. Diese umfassenden Einstellungen auf vielen sächsischen Nebenbahnen wurden von vielen Landkreisen sowie Fahrgast- und Umweltverbänden wie Pro Bahn und VCD vehement kritisiert, ebenso die fehlende Bereitschaft zur Abstimmung mit benachbarten Aufgabenträgern in Sachsen-Anhalt und Brandenburg. Bemängelt wurden zudem unzureichende oder fehlende Kriterien zur Entscheidung über Beibehaltung oder Abbestellung von SPNV-Leistungen.

## Auflösung
Die LVG sollte ursprünglich bis 2002 die Aufgabenträgerfunktion wahrnehmen. Seitens der bereits bestehenden Zweckverbände und vieler Kommunen war jedoch durch die über ihre Köpfe hinweg getroffenen Entscheidungen ein erheblicher Unmut über die Arbeit der LVG entstanden. Sie wurde lediglich als ausführendes Organ des SMWA empfunden, das überdies den Kommunen die unpopulären Entscheidungen delegieren würde.
Mit dem Zweckverband für den Nahverkehrsraum Leipzig (ZVNL) und dem Zweckverband Verkehrsverbund Mittelsachsen (VMS), die beide 1998 entstanden, waren für ganz Sachsen die nach ÖPNV-Gesetz vorgesehenen Zweckverbände vorhanden. Nachdem der ZVOE und der ZVON bereits zuvor schrittweise für ihre Strecken die Aufgabenträgerfunktion übernommen hatten, gab die LVG Ende 1998 auch die entsprechenden Funktionen für Mittelsachsen und den Raum Leipzig an die dortigen Zweckverbände ab. 1999 wurde die LVG schließlich aufgelöst und liquidiert.

## Überlegungen zur Neugründung
Am 1. November 2018 kündigte der Sächsische Staatsminister für Wirtschaft, Arbeit und Verkehr, Martin Dulig, an, seitens des Sächsischen Staatsministeriums für Wirtschaft, Arbeit und Verkehr (SMWA) die Voraussetzungen dafür zu schaffen, eine neue Landesverkehrsgesellschaft zu gründen. Er begründete dies damit, die angestrebten Verbesserungen im sächsischen ÖPNV alleine auf Basis der Zusammenarbeit der Zweckverbände und der Landkreise nicht erreichen zu können, insbesondere nicht den Aufbau eines flächendeckenden sogenannten Plusbus-Netzes mit Taktverkehr und die Einführung eines preisgünstigen landesweiten Bildungstickets für Schüler und Auszubildende. Anders als die frühere Landesverkehrsgesellschaft solle diese daher nicht nur für den Schienenpersonennahverkehr, sondern auch für ein Busnetz mit landesweiter Bedeutung, die Umsetzung des Sachsentarifs als Dachtarif und die Verwaltung der Mittel für das landesweite Bildungsticket zuständig sein. Eine Zeitschiene zur Umsetzung des Vorhabens wurde nicht angegeben.
Am 13. Februar 2019 informierten das SMWA, der Sächsische Landkreistag und der Sächsische Städte- und Gemeindetag in einer gemeinsamen Pressemitteilung darüber, zentrale Vereinbarungen zur Weiterentwicklung des sächsischen ÖPNV getroffen zu haben. Dazu gehören insbesondere Tarifangebote für Auszubildende und Schüler, die Einführung eines Sachsen-Tarifs und ein Angebotsausbau bei PlusBus und TaktBus für Sachsen. Von der Gründung einer neuen Landesverkehrsgesellschaft war keine Rede mehr. Medienberichten zufolge standen damit wieder Sachfragen im Mittelpunkt, nicht mehr Strukturfragen. Staatsminister Dulig zeigte sich mit dem Ergebnis zufrieden, allein die SPD-Fraktion im Sächsischen Landtag erklärte, weiter am Ziel einer Landesverkehrsgesellschaft arbeiten zu wollen.
Im Januar 2021 teilte das SMWA mit, mit den Landkreisen und Kreisfreien Städten im Freistaat Sachsen grundlegende Vereinbarungen zur Weiterentwicklung des Busgrundnetzes aus Plus- und TaktBus-Linien, zur Umsetzung des Bildungstickets und zur Vorbereitung einer Sächsischen Mobilitätsgesellschaft (SMG) getroffen zu haben. Mit der Unterzeichnung einer Absichtserklärung hätten die beteiligten Akteure die Umsetzung der Vorhaben bekräftigt. Unter Beachtung der gesetzlich bestimmten Aufgabenträgerschaften im ÖPNV befürworteten das SMWA und die kommunalen Ebene die gemeinsame Gründung der SMG zur Weiterentwicklung des ÖPNV und des Umweltverbundes. Zur Erarbeitung konkreter Vorschläge zur Ausgestaltung der SMG wurde eine Arbeitsgruppe aus Vertretern des SMWA und der kommunalen Partner eingerichtet. Beabsichtigt war damals, dass die SMG bis Ende 2022 ihre Arbeit aufnimmt. Die Gründung der SMG ist mit Stand April 2025 noch nicht erfolgt, im Koalitionsvertrag von CDU und SPD Sachsen ist die Gründung als Ziel jedoch enthalten.

## Sachsen-Tarif
Am 1. Oktober 2019 nahm in den Büroräumen des VVO in Dresden das sogenannte „Kompetenzcenter Sachsen-Tarif“ seine Arbeit auf. Es geht auf einen Beschluss zwischen den fünf Zweckverbänden und der sächsischen Staatsregierung zurück, einen gemeinsamen Dachtarif („Sachsen-Tarif“) für den öffentlichen Personennahverkehr in Sachsen zu entwickeln. Die Finanzierung des Kompetenzcenters erfolgte durch das Sächsische Staatsministerium für Wirtschaft, Arbeit und Verkehr.
Nach der Einführung des Deutschlandtickets wurde im Sommer 2023 das Projekt „Sachsentarif“ eingestellt. Die Begründung von Martin Dulig, dass ein Sachsentarif durch das Deutschlandticket nicht mehr benötigt wird, stieß auf Kritik, da das Deutschlandticket nicht alle Anforderungen des Sachsentarifs ersetzte.